# Ober, zahlen!
Ober, zahlen! ist ein österreichischer Spielfilm von E. W. Emo aus dem Jahr 1957. Er entstand nach einer Filmnovelle von Jutta Bornemann, wurde im Atelier Sievering der Wien-Film gedreht und erlebte am 27. Juni 1957 im Stuttgarter Universum seine Premiere.

## Handlung
Die beiden Oberkellner Gustav und Franz sind beste Freunde und gemeinsam in einem Wiener Kaffeehaus angestellt. Die Geschäfte laufen schlecht, da die modernen Espressos den alteingesessenen Kaffeehäusern die Gäste nehmen. Nur wenige Stammgäste halten dem Haus die Treue und nicht alle können ihren Kaffee prompt bezahlen. Der neue Piccolo Fritz, Neffe der reichen Berlinerin Frieda, ist zudem ungeschickt und schnodderig, bleibt jedoch, da Gustav in Frieda verliebt ist. Beide Oberkellner träumen von einem eigenen kleinen Kaffeehaus.
Für Franz könnte der Traum wahr werden, da sein verhasster Bruder, dem er einst Geld geliehen hat, dieses nun zurückzahlt. Franz’ Frau hält überrascht den Scheck über 20.000 Dollar in der Hand. Weil sie weiß, dass Franz von seinem Bruder kein Geld annehmen würde, verheimlicht sie ihm den Geldsegen und weiht stattdessen Gustav ein, der Franz eigentlich von dem Geld erzählen soll. Als Gustav jedoch erkennt, dass Franz die Nachricht auch aus seinem Mund nicht gnädig aufnehmen würde, legt er das Geld zusammen mit Franz’ Frau an: Er kauft für Franz einen Teil des schlechtgehenden Kaffeehauses und macht daraus ein Espresso. Franz wiederum tut sich mit Frieda zusammen, die von Gustav nur nicht geheiratet wird, weil sie zu viel Geld besitzt. Frieda kauft das Kaffeehaus. Kurz nach Vertragsabschluss erfahren Frieda und Franz, dass Gustav der Leiter des Espressos ist. Weil Gustav eigentlich das Kaffeehaus übernehmen soll, wollen beide das Espresso in den Ruin treiben. Gleiches hat Gustav mit dem Kaffeehaus vor, da Franz ja eigentlich Inhaber des Espressos werden soll.
Franz hat inzwischen neben beruflichen auch familiäre Probleme, glaubt er doch, dass seine Frau ihn mit Gustav betrügt und dass seine Tochter Mitzi ein uneheliches Kind mit dem Architekten Kurt hat bzw. von einem reichen Liebhaber schwanger geworden ist. Das Kaffeehaus läuft zwar nach einer kurzen Durststrecke gut, haben Franz und Frieda daraus doch ein Wiener Liederkaffee gemacht, doch bricht Franz eine Gesangseinlage schließlich angesichts der familiären Probleme ab, die nur auf Missverständnissen beruhen, ihn aber bereits zum Auszug aus der ehelichen Wohnung bewegt haben. Es stellt sich heraus, dass Mitzi kein Kind hat, sondern eine Zeitlang ein Kind ihrer Freundin gehütet hat. Treffen zwischen Gustav und Franz’ Frau waren ausschließlich geschäftliche Zusammentreffen wegen des Espresso-Kaufs. Beide Männer wissen nun auch, dass sie eigentlich die ganze Zeit nur versucht haben, ihr eigenes Geschäft zu ruinieren. Franz wird nun offiziell Leiter des Espressos, während Gustav das Kaffeehaus übernimmt. Bald bemerken beide, dass ihnen die jeweils anderen Einrichtung besser gefallen hat, und so wechseln sie erneut ihre Arbeitsplätze und arbeiten bei dem jeweils anderen wie früher als Oberkellner – selbst anlässlich der Doppelhochzeit von Gustav und Frieda sowie Mitzi und Kurt.

## Kritik
Für das Lexikon des internationalen Films war Ober, zahlen! 1990 „ein weinseliger Schwank für das Komikerduo Hörbiger/Moser“. In der aktualisierten Version des LDIF wurde die Kritik harscher gefasst: Ober, zahlen! wurde nun als „ein verkrampfter Schwank, zugeschnitten auf das Komikerduo Hörbiger/Moser, das die dünne Handlung mühsam über die Runden bringt“, bezeichnet. Auch der Evangelische Film-Beobachter ließ nicht viel Gutes an dem Streifen: „Nach allen Regeln der Wiener Klamotte zusammengeleimtes «Lustspiel» über die Konkurrenz zwischen einem altehrwürdigen Wiener Café und den musicbox-bestückten modernen «Expressos».“